# Neprebište
Neprebisht en albanais et Neprebište en serbe latin (en serbe cyrillique : Непребиште) est une localité du Kosovo située dans la commune/municipalité de Theranda/Suva Reka et dans le district de Prizren/Prizren. Selon le recensement de 2011, elle compte 792 habitants.

## Démographie

### Évolution historique de la population dans la localité
| 1948 | 1953 | 1961 | 1971 | 1981 | 1991 | 2011 |
| ---- | ---- | ---- | ---- | ---- | ---- | ---- |
| 297  | 349  | 417  | 533  | 708  | 861  | 792  |

|  |

### Répartition de la population par nationalités (2011)
En 2011, les Albanais représentaient 97,60 % de la population et les Roms 2,40 %.